# CNG

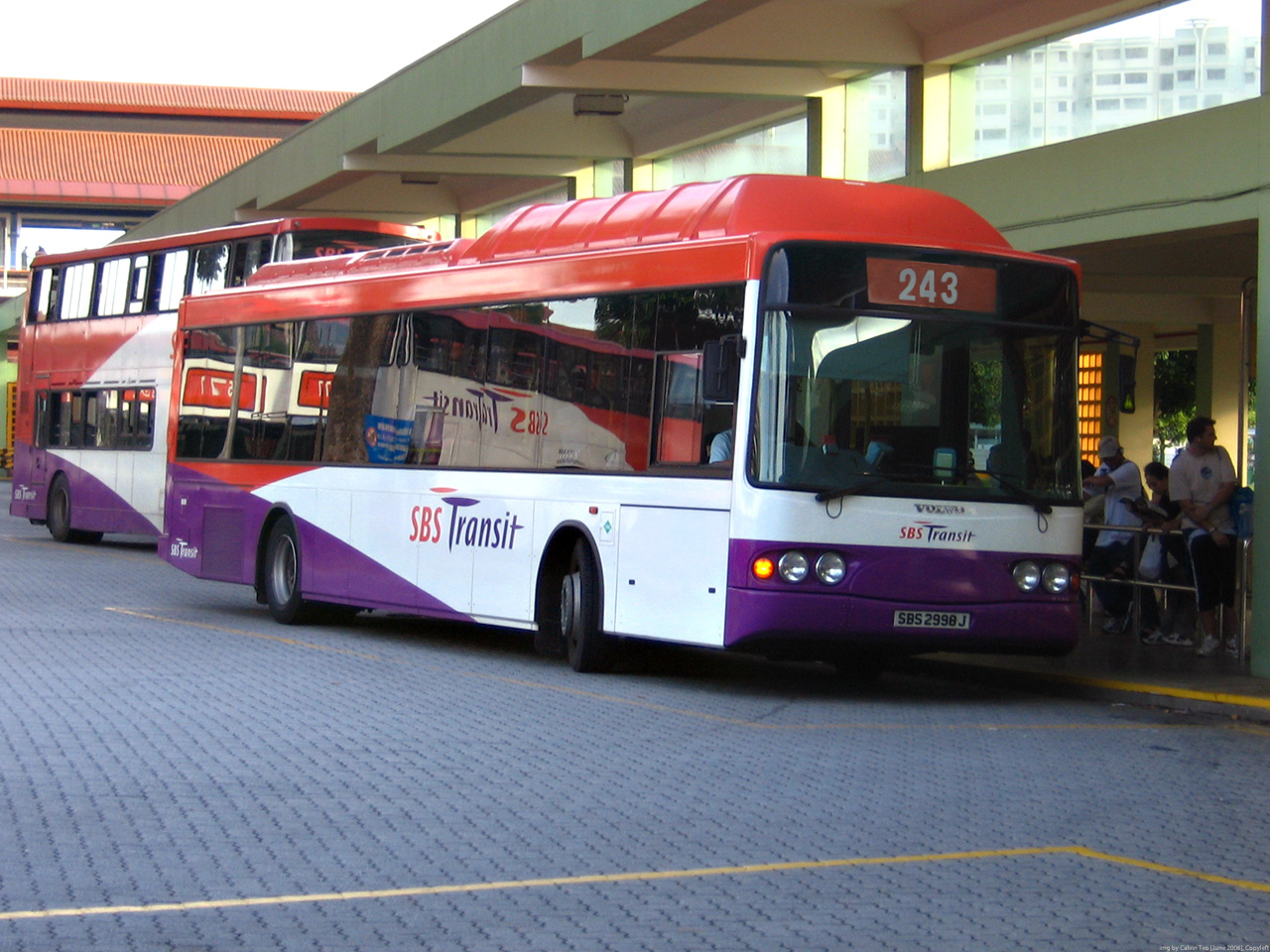
Napędzany CNG autobus Volvo B10BLE w Singapurze

CNG (od ang. compressed natural gas), sprężony gaz ziemny – gaz ziemny sprężony do ciśnienia 20–25 MPa, stosowany do napędu pojazdów silnikowych zarówno z zapłonem iskrowym jak i z samoczynnym. Na świecie jeżdżą ponad 4 miliony samochodów zasilanych sprężonym gazem ziemnym. Funkcjonuje ponad 8000 stacji zasilania tym paliwem.
Wartość energetyczna 1 m³ w warunkach normalnych (Nm3) jest w przybliżeniu równa 1 litrowi benzyny. Masa 1 m³ gazu ziemnego w warunkach normalnych wynosi w przybliżeniu 0,7 kg i jest uzależniona od składu gazu.
Światowym liderem w liczbie samochodów napędzanych CNG jest Argentyna. Według danych „The Gas Vehicle Report” w Argentynie znajduje się 1,4 mln tego typu pojazdów. Na drugim miejscu znajduje się Brazylia z 921 tysiącami samochodów na CNG, na trzecim zaś Pakistan z 475 tysiącami samochodów. Polska zajmuje odległe miejsce z nieco ponad trzema tysiącami pojazdów napędzanymi CNG.

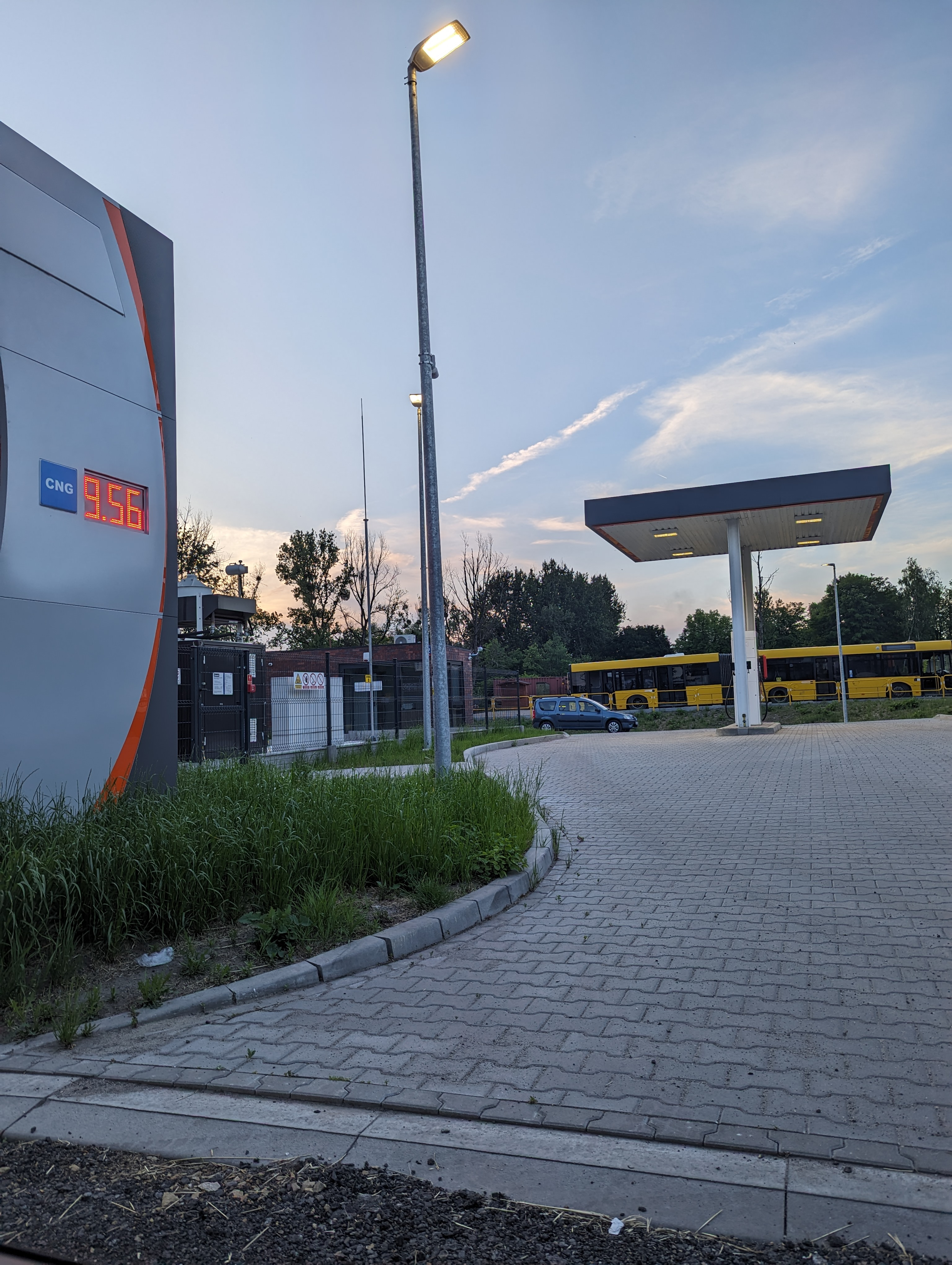
Stacja tankowania CNG w Rudzie Śląskiej w dzielnicy Orzegów

Znak oznaczający stację paliw CNG

## CNG w Stanach Zjednoczonych
Na rynku amerykańskim od dawna są sprzedawane samochody zasilane gazem ziemnym. W Stanach Zjednoczonych jako zachętę do kupna samochodów zasilanych gazem ziemnym wprowadzono wiele znaczących ulg podatkowych:
- obniżenie podatku „autostradowego” na CNG i LPG
- zwrot 80% różnicy kosztów pojazdu (lub przeróbki)
- ulgi podatkowe za ciężarówki (do 50 tys. USD) i za stację tankowania (do 100 tys. USD).

Efektem prowadzonej polityki fiskalnej jest:
- 130 000 pojazdów zasilanych CNG (NGVs, natural gas vehicles) oraz LPG
- ponad 1300 stacji tankowania CNG.

Amerykański akt legislacyjny Clean Air Act zakłada zwiększenie do 2010 roku liczby pojazdów CNG i LPG do 4 mln. 
Ambitny program wykorzystania pojazdów CNG przedstawiła amerykańska poczta, która ma największą flotę pojazdów cywilnych na świecie. W latach 1991–1996 zaadaptowano do zasilania CNG 7300 tzw. pojazdów wieloletniej eksploatacji (LLVs). Okazało się jednak, że podzespoły, jakimi wówczas dysponowano, były zawodne. Samochody były dwupaliwowe, ale stopień wykorzystania CNG nie był wysoki. Zdecydowano się wówczas na modernizację tych pojazdów i skupienie ich eksploatacji w pobliżu stacji tankowania. W 1998 roku poczta otrzymała specjalne fundusze na montaż osłon zbiorników ciśnieniowych oraz dwóch zbiorników w każdym pojeździe. Firma ta w dalszym ciągu wykazuje zainteresowanie CNG.

## CNG we Włoszech
Włochy zajmują pierwsze miejsce w Europie pod względem liczby eksploatowanych pojazdów CNG – blisko 700 tys. pojazdów na początku roku 2011, obsługiwanych przez 770 stacji tankowania.
Pojazdy wyposażone w instalację CNG są traktowane jako ekologiczne i nie dotyczą ich ograniczenia ruchu pojazdów; ponadto ich zakup oraz montaż instalacji CNG jest dotowany przez państwo. Dofinansowywana jest także budowa stacji tankowania CNG.

## CNG w Niemczech
W Niemczech eksploatowanych jest 85 tys. pojazdów CNG (2011; drugie miejsce w Europie). Znajduje się tam ponad 850 stacji tankowania. Taka liczba stacji pozwala na swobodną jazdę z wykorzystaniem CNG na terenie całego kraju. Planuje się wybudowanie w ciągu 5 lat kolejnych 1000 dystrybutorów CNG.

## CNG w Polsce
- 3392 pojazdy (grudzień 2013)[2]

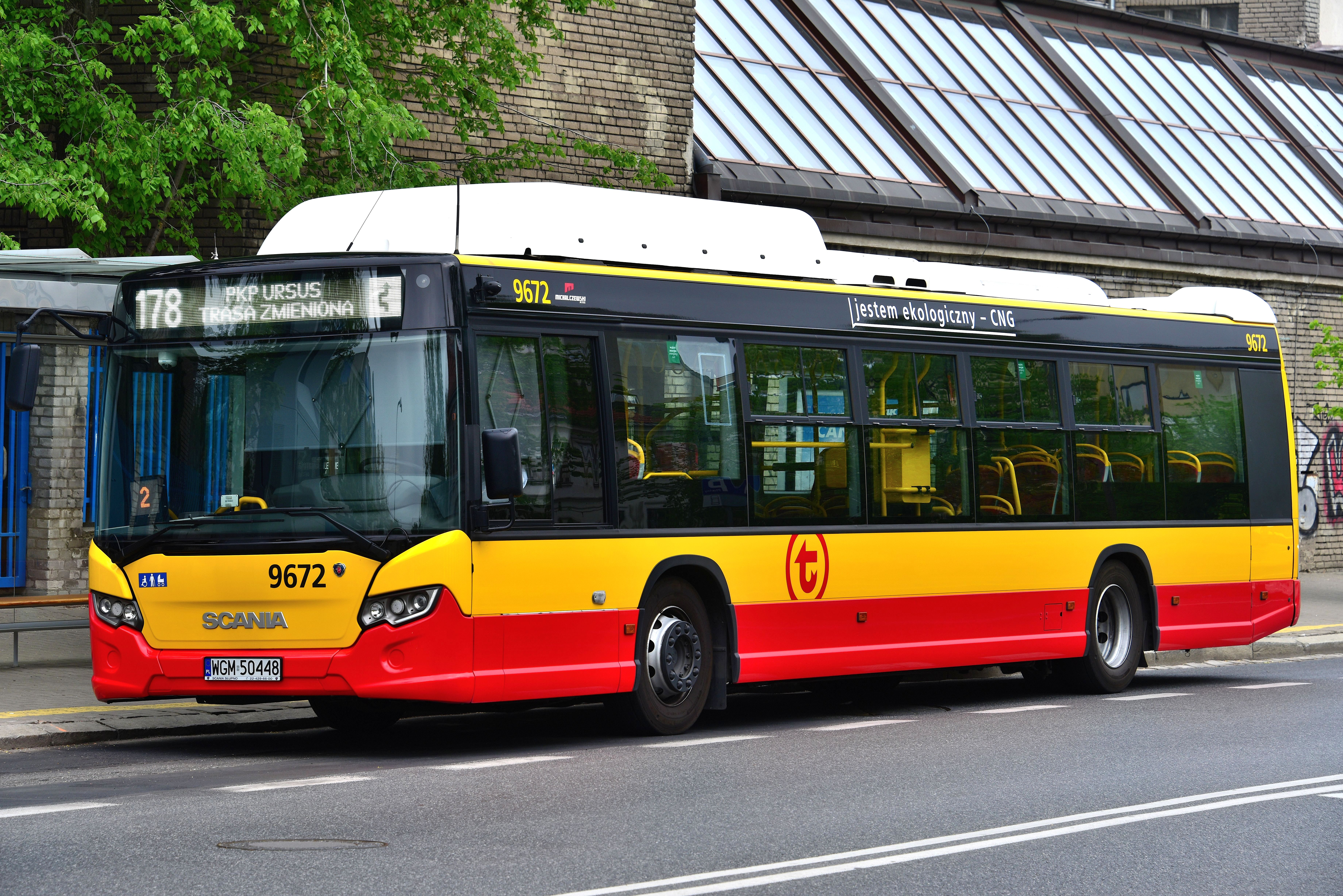
Napędzany CNG autobus Scania CN280UB CNG na linii 178 na ul. Konwiktorskiej w Warszawie

- 24 ogólnodostępne stacje tankowania, w tym 9 stacji całodobowych (12 grudnia 2013)[5]

## Zalety CNG jako paliwa
- niska emisja zanieczyszczeń ze względu na małą zawartość procentową węgla (główny składnik to metan)
- spalanie przebiega wolniej, silnik pracuje ciszej niż na benzynie lub oleju napędowym
- w razie rozszczelnienia butli lub instalacji gaz szybko ulega rozproszeniu (nie rozlewa się jak benzyna i nie zalega przy ziemi jak LPG)
- w pełni hermetyczna instalacja tankowania oraz składowania, brak emisji oparów gazu do atmosfery
- w sprzedaży dostępne są auta z zamontowaną fabrycznie instalacją CNG, instalację do auta dobiera producent, dostosowując do tego rodzaju zasilania sterownik silnika oraz silnik; butle o znacznej pojemności zwykle są umieszczone pod podwoziem, nie ograniczając funkcjonalności pojazdu
- najwyższa liczba oktanowa wśród paliw silnikowych (110–120)
- najwyższa wartość opałowa wśród paliw silnikowych, dla CNG 50,05 MJ/kg, dla benzyny 45 MJ/kg
- znaczna oszczędność na paliwie nawet dla silnika z zapłonem samoczynnym
- nie jest produkowany z ropy naftowej
- brak wpływu stacji tankowania na jakość gazu - pochodzi on bezpośrednio z miejskiego gazociągu średniego ciśnienia, a nie ze zbiorników danej stacji
- gaz ziemny jest dostarczany do stacji za pomocą gazociągu miejskiego, brak konieczności transportu CNG autocysternami

## Problemy
Zasadnicze problemy przy zasilaniu CNG polegają na:
- konieczności instalacji butli wysokociśnieniowych do 20 MPa, ciężkich stalowych lub drogich kompozytowych
- konieczności sprężania gazu przez stację tankowania do bardzo wysokiego ciśnienia
- w przypadku silników z zapłonem samoczynnym, konieczności zabudowania iskrowego układu zapłonowego lub wtryskiwania niewielkiej dawki oleju napędowego do komory spalania z jednoczesnym wtryskiem CNG do kolektora dolotowego
- stosunkowo małej sieci stacji tankowania CNG w Polsce, znacznie mniejszej niż LPG
- większej objętości zajmowanej przez CNG niż ma to miejsce dla benzyny czy LPG. Ilość sprężonego gazu równoważna litrowi benzyny lub 1,3 l LPG zajmuje ponad 4 l.

Są kraje, gdzie produkowano i stosowano silniki o zapłonie iskrowym o dużej pojemności skokowej (szczególnie rynek amerykański). Tam zastosowanie instalacji CNG ma duże znaczenie praktyczne. 
W krajach, gdzie występuje silna dominacja silników Diesla w transporcie, zastosowanie zasilania CNG jest bardziej problematyczne.